# Michna Beroura

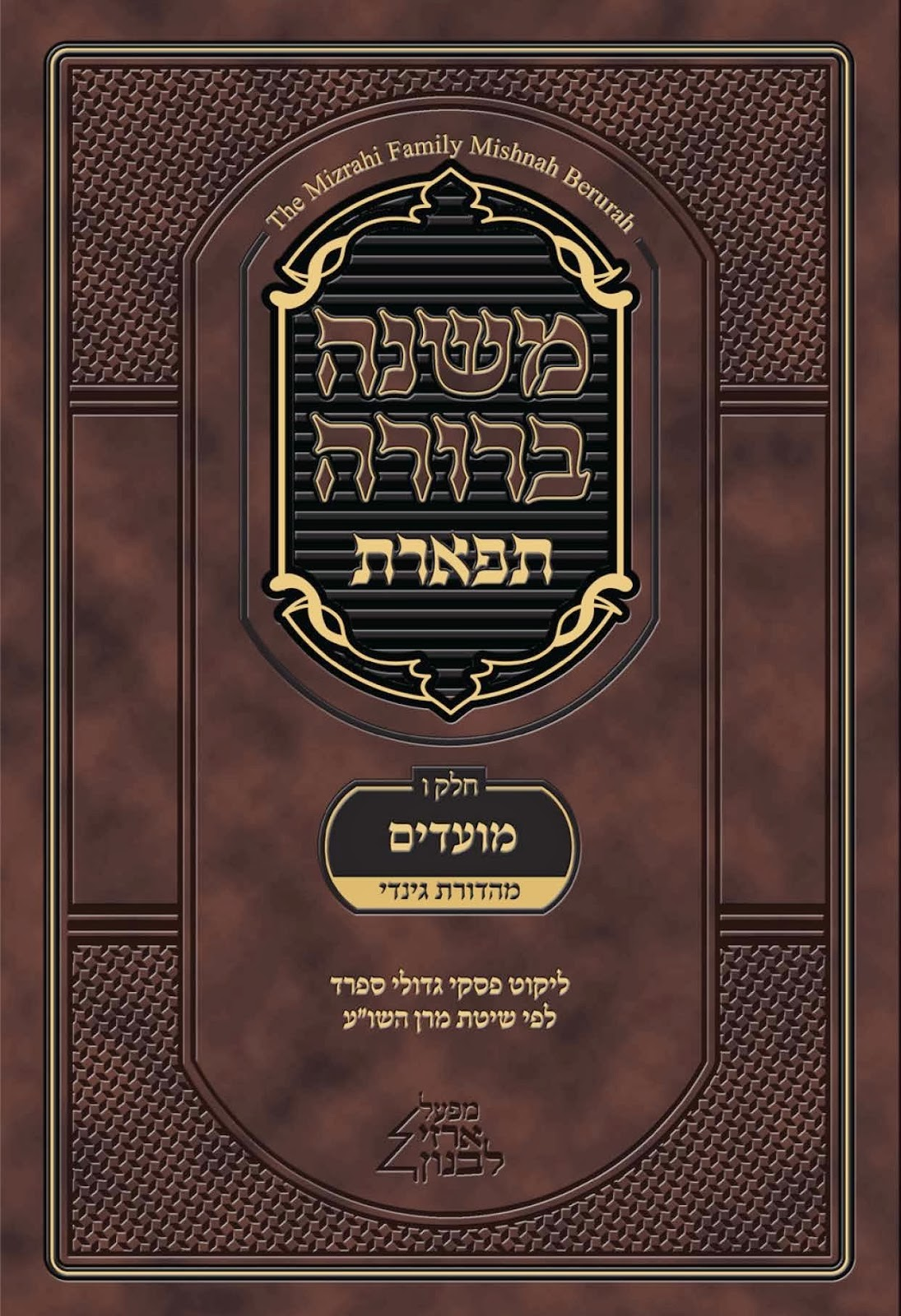
Couverture d'une édition récente de la Michna Broura.

La Michna Broura est un commentaire sur la section Orah Hayim du Choulhan Aroukh, le code standard de Loi juive. 
Il fut rédigé par Israël Meir HaCohen, plus connu sous le nom de 'Hafets 'Haïm, rabbin et posseq d'Europe de l'Est, à la fin du XIXe siècle et au début du XXe. Il ajoute des lois concernant des sujets sur lesquels le Choulhan Aroukh ne s'est pas directement exprimé, amène bien des sources de bien d'autres posseq, chose qui facilite le travail à l'étudiant amateur. Parfois, le 'Hafets 'Haïm donne son propre avis, face à des contradictions ou autres problèmes.